# Raleigh (Severní Karolína)
Raleigh je hlavní město amerického státu Severní Karolína a ve státu druhé největší, za městem Charlotte. Žije v něm 470 tisíc obyvatel. Je to jedno z nejrychleji rostoucích měst v zemi. Má přezdívku Dubové město pro velké množství zde rostoucích dubů.
O tom, že na místě Raleigh vznikne nové hlavní město Severní Karolíny, bylo rozhodnuto v roce 1788, oficiální zakládací akt proběhl v roce 1792. Město získalo jméno po Walteru Raleighovi.
Společně s městy Durham a Chapel Hill tvoří takzvaný Výzkumný trojúhelník (Research Triangle), nachází se zde výzkumný park. Ve městě je hlavní světové sídlo společnosti Red Hat.

## Historie
Po Americké válce za nezávislost v roce 1788 již státy USA přesouvaly svá hlavní sídla více na západ od pobřeží. Oficiální zakládací akt Raleighu proběhl v roce 1792, když stát Severní Karolína zakoupil ve svém geografickém středu tisíce akrů půdy od kolonisty Joela Lanea, který se zde s dvěma bratry a rodinami usadil již v roce 1741. Lane pomohl postupem času postavit srubový kostel a rovněž otevřel hospodu, neboť do 30 let od jeho příchodu vznikla osada Bloomsbury, Wake County či Wake Courthouse. Dále byla vybudována soudní budova a věznice. V roce 1794 byla dostavěna budova kapitolu, sídlo městské správy. Na přelomu 18. a 19. století město obývalo 669 lidí. V prvním období své existence město nedokázalo zajistit veřejný vodovod, Wake Courthouse se spoléhal na studně, prameny a cisterny. Oheň v letech 1818, 1821 a 1831 opakovaně působil katastrofy, v posledním z požárů dokonce zničil budovu kapitolu. Nový kapitol, postavený v novoklasicistním stylu, stojí dodnes. V tomto období změnilo město své jméno a začalo se nazývat Raleigh po anglickém státníkovi a spisovateli Siru Walterovi Raleighovi.
Rozmach města podpořila stavba železnice do Gastonu a napojení se na Severokarolínskou železnici mezi Charlotte na západě a přístavním Morehead City na východě. Obyvatelé Raleighu se v roce 1861 postavili za Konfederaci a zdejší kapitol si osvojili její generálové. Vojáci „Jihu“ se sdružovali v blízkosti města, to ovšem dne 13. dubna 1865 dobyl generál Unie William T. Sherman a město se tak naopak stalo koncentračním bodem Unijních vojáků. Unie Raleigh ovládala do skončení války, následovalo období poválečné takzvané Rekonstrukce.

## Demografie
Podle sčítání lidu z roku 2010 zde žilo 403 892 obyvatel.

### Rasové složení
- 57,5 % bílí Američané
- 29,3 % Afroameričané
- 0,5 % američtí indiáni
- 4,3 % asijští Američané
- 0,1 % pacifičtí ostrované
- 2,6 % jiná rasa
- 1,4 % dvě nebo více ras

Obyvatelé hispánského nebo latinskoamerického původu, bez ohledu na rasu, tvořili 11,3 % populace.

## Kultura a památky

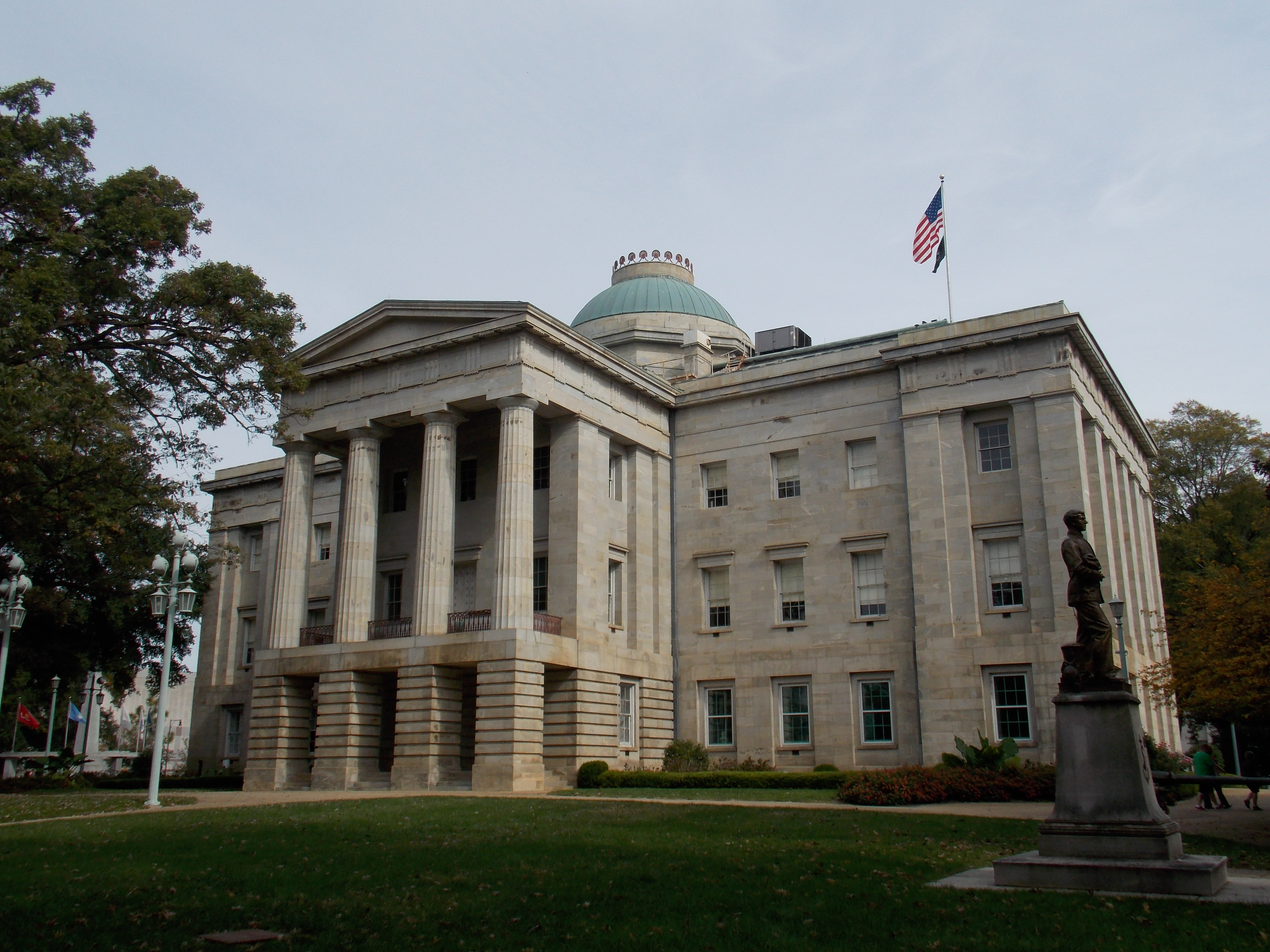
Budova kapitolu

Nejstaršími budovami moderního města jsou Kapitol a přírodovědecké muzeum. Hlavní kulturní institucí je multifunkční "The Progress Energy Center for the Performing Arts" s divadly, kiny a koncertní síní. Dále jsou zde kabaretní divadla.

## Muzea
- The North Carolina Museum of Natural Sciences – Muzeum přírodních věd Severní Karolíny
- The North Carolina Museum of History – Muzeum historie Severní Karoliny
- The North Carolina Museum of Art of South Carolina – Muzeum umění Severní Karolíny

## Školství
Město je sídlem dvou univerzit, privátní St. Augustine University a státní North Carolina State University.

## Sport
Ve městě sídlí hokejový klub NHL Carolina Hurricanes.

## Osobnosti města
- Andrew Johnson (1808–1875), 17. prezident USA
- Daniel McFadden (* 1937), ekonometr
- Reginald VelJohnson (* 1952), herec
- Robert Duncan McNeill (* 1964), herec, producent a režisér
- Emily Procterová (* 1968), herečka
- Michael C. Hall (* 1971), herec
- Jeff Hardy (* 1977), wrestler
- Evan Rachel Woodová (* 1987), herečka
- Mike Connell (* 1959), zpěvák a zakladatel skupiny The Connells

## Partnerská města
- Compiègne Francie
- Hull, Anglie
- Siang-jang Čína
- Kolomna, Rusko
- Rostock, Německo